# 鳗鰕虎鱼
鰻形灰盲條魚（学名：Taenioides anguillaris），为鳗鰕虎鱼科鳗鰕虎鱼属的鱼类，俗名鳗形鳗虎鱼、鳗形虎鱼。分布于印度洋北部沿岸、东至澳大利亚、北至中国，包括南海、台湾海峡、东海等海域，属于近海潮间带暖水性底层鱼类。其多栖息于河口或咸淡水的泥涂中。该物种的模式产地在中国。